# 迪凯特 (田纳西州)
迪凯特（Decatur）位于美国田纳西州东部，是梅格斯县的县治所在，面积6.6平方公里。根据美国人口调查局2000年统计，共有1,395人，其中白人占98.14%。